# Jäkäläsaari (ö i Suolisvuono)
Jäkäläsaari, skoltsamiska: Jee'elsuâl, är en ö i Finland. Den ligger i sjön Enare träsk (Suolisvuono) och i kommunen Enare i den ekonomiska regionen Norra Lappland och landskapet Lappland, i den norra delen av landet, 1 000 km norr om huvudstaden Helsingfors. Öns area är 1,9 hektar och dess största längd är 210 meter i sydväst-nordöstlig riktning.